# The Wörld Is Ours - Vol. 2: Anyplace Crazy as Anywhere Else
The Wörld Is Ours - Vol. 2: Anyplace Crazy as Anywhere Else è un live della band heavy metal britannica Motörhead, commercializzato a partire dal 21 settembre 2012.
Contiene l'intero concerto dell'8 agosto 2011, al prestigioso festival tedesco Wacken Open Air, più alcuni highlights tratti dalle date del 10 luglio 2011 (Sonisphere Festival, Regno Unito) e 25 settembre 2011 (Rock in Rio, Brasile).
L'album è il successore di The Wörld Is Ours - Vol. 1: Everywhere Further Than Everyplace Else, ma rispetto al precedente, differenzia in molti fattori. Il concerto principale non è più in B/N ma a colori. Molto differenti anche i tipi di formato nel quale sarà possibile acquistare il prodotto;
- Digipack contenente il DVD più 2 CD
- Unicamente i 2 CD
- Vinile
- Blu Ray
- Boxset contenente i 2 CD, il DVD e il Blu-Ray.

## Tracce
Wacken Open Air 2011
1. Iron Fist
2. Stay Clean
3. Get Back in Line
4. Metropolis
5. Over the Top
6. One Night Stand
7. Rock Out
8. The Thousand Names of God
9. I Know How to Die
10. The Chase Is Better Than the Catch
11. In the Name of Tragedy
12. Just 'Cos You Got the Power
13. Going to Brazil
14. Killed by Death
15. Bomber
16. Ace of Spades
17. Overkill

Sonisphere Festival 2011
1. Iron Fist
2. I Know How to Die
3. In the Name of Tragedy
4. Killed by Death
5. Ace of Spades
6. Overkill

Rock in Rio (Brasile) 2011
1. Stay Clean
2. Over the Top
3. The Chase Is Better Than the Catch
4. Going to Brazil
5. Killed by Death

## Formazione
- Lemmy - basso, voce
- Philip Campbell - chitarra
- Mikkey Dee - batteria

## Cronologia della pubblicazione
| Paese                 | Data              | Etichetta | Formati                     |
| --------------------- | ----------------- | --------- | --------------------------- |
| Germania              | 21 settembre 2012 | EMI       | DVD, doppio CD, Blu-Ray, LP |
| Resto dell'Europa     | 24 settembre 2012 | EMI       | DVD, doppio CD, Blu-Ray, LP |
| Stati Uniti d'America | 9 ottobre 2012    | EMI       | DVD, doppio CD, Blu-Ray, LP |